# Ketoheksoza
Ketoheksoza je heksoza koja sadrži ketonsku grupu (šestougljenični monosaharid). Najzastupljenije ketoheksoze, svaka od kojih je zastupljena sa parom enantiomera (- i -izomera), su fruktoza, psikoza, sorboza, i tagatoza. Ketoheksoza je stabilna na širokom pH opsegu. Pošto je primarna  vrednost 10.28, ona se deprotonuje samo na visokom , tako da je marginalno manje stabilna od aldoheksoze u rastvoru.
| -Fruktoza | -Psikoza | -Sorboza | -Tagatoza |
| -Fruktoza | -Psikoza | -Sorboza | -Tagatoza |

## Literatura
- Orchin, Milton, ур. (1980). The vocabulary of organic chemistry. Wiley. ISBN 9780471044918.
- Lindhorst, Thisbe K. (2007). Essentials of Carbohydrate Chemistry and Biochemistry (1. изд.). Wiley-VCH. ISBN 978-3-527-31528-4.
- Robyt, John F. (1997). Essentials of Carbohydrate Chemistry (1. изд.). Springer. ISBN 978-0-387-94951-2.